# Eumaeus atala

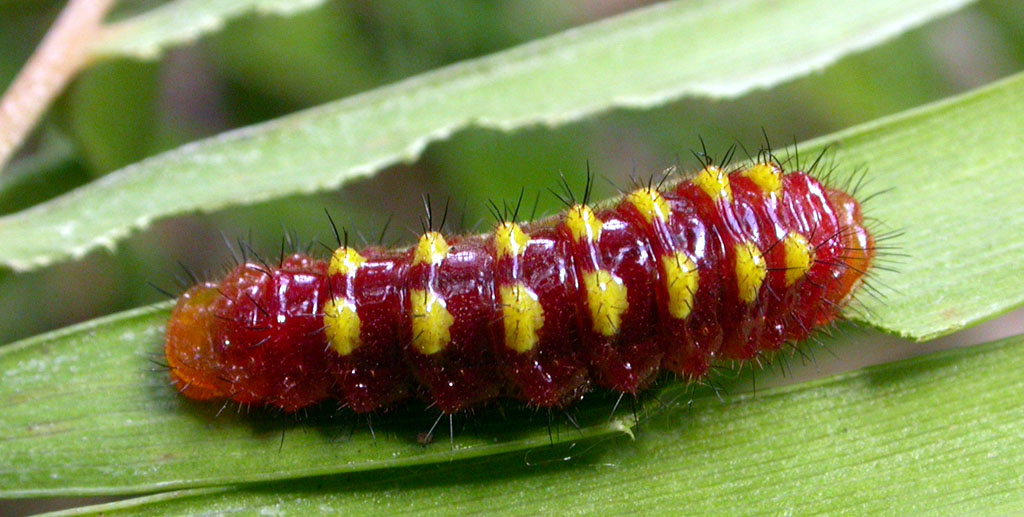
Raupe

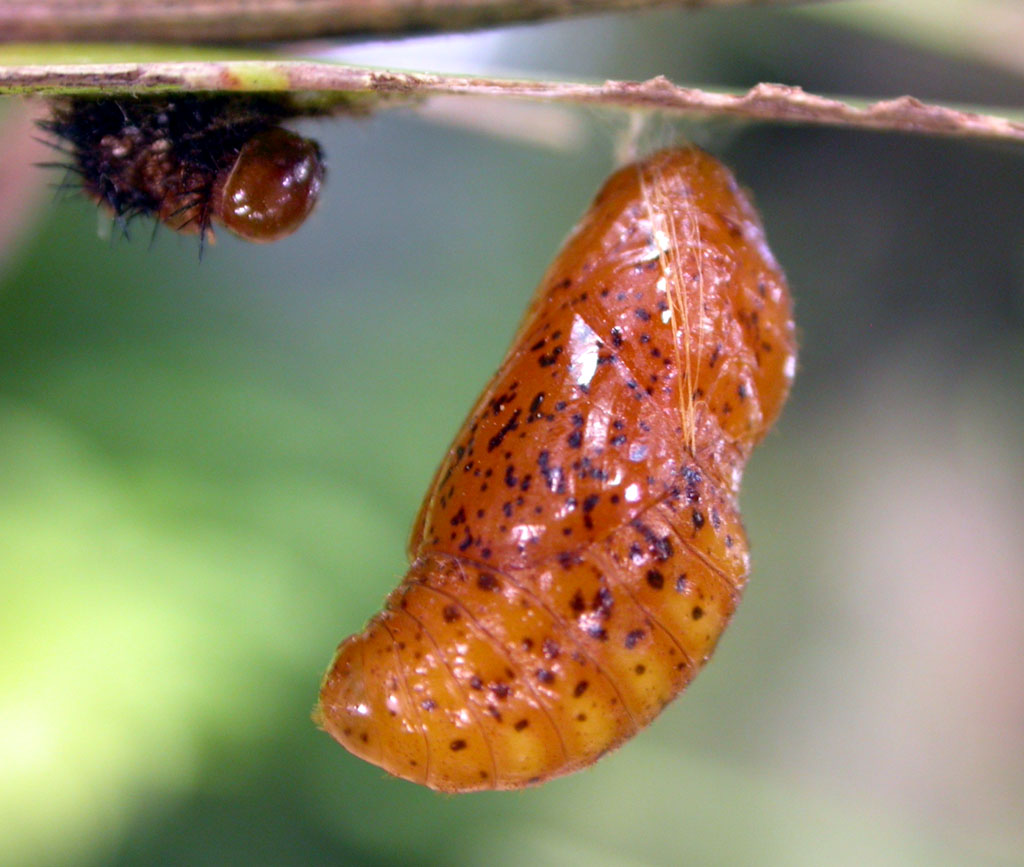
Puppe

Eumaeus atala ist ein Schmetterling (Tagfalter) aus der Familie der Bläulinge (Lycaenidae). Das Art-Epitheton wurde vom kubanischen Autor Felipe Poey nach dem Roman „Atala“ von François-René de Chateaubriand (Originaltitel: Atala, ou les Amours de deux sauvages dans le désert) benannt.

## Merkmale

### Falter
Die Flügelspannweite der Falter beträgt 38 bis 51 Millimeter. Die Grundfarbe aller Flügel ist schwarzblau. Auf der Oberseite der Vorderflügel befindet sich ein mehr oder weniger stark ausgeprägtes türkisblaues, metallisch schimmerndes Längsfeld unterhalb des Vorderrandes, das bei den Weibchen schwächer ausgebildet ist. Am Saum der Hinterflügel befindet sich meist eine Reihe kleiner bläulicher Flecke. Die Unterseite der Hinterflügel ist bei den Männchen mit drei Reihen türkisblauer Flecke versehen, die bei den Weibchen hellblaue Tönungen zeigen. Nahe der Flügelwurzel befindet sich ein deutlicher orangeroter Fleck. Gleichfarbig ist der Hinterleib. Obwohl er zu den Zipfelfaltern gehört hat er nicht die typischen Anhänge an den Flügeln. Ebenfalls sind diese nicht bogig gezahnt.

### Ei, Raupe, Puppe
Die grauweißlichen Eier werden in Spiegeln von bis zu fünfzig Stück meist auf der Oberseite an der Blattspitze der Nahrungspflanzen abgelegt.
Die Raupen haben eine kräftige rote bis rotbraune Farbe und sind auf der gesamten Körperlänge mit zwei Reihen gelber Punkte sowie mit kurzen, dunklen Haaren an den Punktwarzen versehen.
Die Puppe hat eine hell gelbbraune Farbe. Sie ist mit einigen gelben, durchscheinenden Punkten sowie bräunlichen Flecken überzogen.

### Ähnliche Arten
- Eumaeus minyas kann mit der Art verwechselt werden, ist im Gesamterscheinungsbild aber auf der Flügeloberseite dunkler gefärbt.[5] Die Art besiedelt Gebiete in Mexiko und Südamerika. Dadurch gibt es keine geographische Überlappung des Vorkommens zu Eumaeus atala.

## Verbreitung und Vorkommen

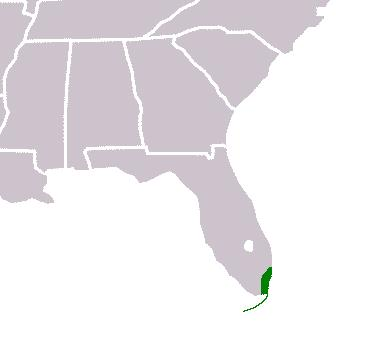
Vorkommen in Südostflorida

Das Verbreitungsgebiet der Art umfasst ein kleines Gebiet im südöstlichen Florida einschließlich der Florida Keys, die Bahamas, Kuba und die Cayman Islands. Eumaeus atala kommt bevorzugt in subtropischen Buschlandschaften vor, auf den Bahamas auch in offenem Gelände.

## Lebensweise
Die Falter fliegen in mehreren Generationen das ganze Jahr hindurch. Am frühen Morgen sowie am späten Nachmittag saugen sie gerne an Blüten. Die Raupen leben an Sagopalmfarn- (Cycas) und Zamia-Arten aus der Familie der Sagopalmfarne (Cycadaceae), insbesondere an Zamia floridana, Zamia integrifolia und Zamia angustifolia, auf Kuba auch an Cycas revoluta. Mit den Nahrungspflanzen nehmen die Raupen auch giftige Substanzen auf, die im Körper gespeichert werden und damit Raupe, Puppe und Falter für Fressfeinde unattraktiv machen. Deren auffällige Farben stellen eine zusätzliche Warnung dar. Dennoch werden zuweilen Falter mit Beschädigungen der Flügel gefunden, die von Bissen durch Vögel und Eidechsen herrühren. Männchen zeigen haarige Pheromontaschen (Coremata) am Hinterleib, die bei der Balz eingesetzt werden, wenn sie vor den Weibchen schweben.

## Unterarten
- Eumaeus atala florida Röber, 1926
- Eumaeus atala grayi Comstock & Huntington, 1946

## Gefährdung
In Florida ist die Art nur an wenigen Plätzen gefunden worden und gilt dort als gefährdet. Die Falter sind wahrscheinlich von den Bahamas eingewandert und sind dabei, stabile Populationen aufzubauen. Auf den Bahamas ist Eumaeus atala gebietsweise sehr zahlreich und nicht gefährdet. Die Art galt zeitweise als ausgestorben in den USA, wurde mittlerweile wieder erfolgreich eingeführt.

## Belege